# Іст-Меррімак (Нью-Гемпшир)
Іст-Меррімак (англ. East Merrimack) — переписна місцевість (CDP) в США, в окрузі Гіллсборо штату Нью-Гемпшир. Населення — 5176 осіб (2020).

## Географія
Іст-Меррімак розташований за координатами 42°52′19″ пн. ш. 71°28′52″ зх. д. / 42.87194° пн. ш. 71.48111° зх. д. (42.871979, -71.481056).  За даними Бюро перепису населення США в 2010 році переписна місцевість мала площу 8,61 км², з яких 7,82 км² — суходіл та 0,79 км² — водойми.

## Демографія
Згідно з переписом 2010 року, у переписній місцевості мешкало 4197 осіб у 1928 домогосподарствах у складі 1093 родин. Густота населення становила 487 осіб/км².  Було 2028 помешкань (235/км²).
Расовий склад населення:
| - 93,2 % — білих - 1,9 % — азіатів - 1,3 % — чорних або афроамериканців - 0,4 % — корінних американців - 1,1 % — осіб інших рас |

До двох чи більше рас належало 2,1 %. Частка іспаномовних становила 3,5 % від усіх жителів.
За віковим діапазоном населення розподілялося таким чином: 19,8 % — особи молодші 18 років, 64,9 % — особи у віці 18—64 років, 15,3 % — особи у віці 65 років та старші. Медіана віку мешканця становила 40,0 року. На 100 осіб жіночої статі у переписній місцевості припадало 93,6 чоловіків;  на 100 жінок у віці від 18 років та старших — 87,9 чоловіків також старших 18 років.
Середній дохід на одне домашнє господарство  становив 67 589 доларів США (медіана — 58 125), а середній дохід на одну сім'ю — 81 794 долари (медіана — 79 758). Медіана доходів становила 44 911 долар для чоловіків та 46 933 долари для жінок. За межею бідності перебувало 6,4 % осіб, у тому числі 9,4 % дітей у віці до 18 років та 10,4 % осіб у віці 65 років та старших.
Цивільне працевлаштоване населення становило 2203 особи. Основні галузі зайнятості: освіта, охорона здоров'я та соціальна допомога — 32,0 %, роздрібна торгівля — 13,8 %, науковці, спеціалісти, менеджери — 10,1 %, будівництво — 9,9 %.